# Jay Bentley
Jay Dee Bentley (6 de juny de 1964, Wichita, Kansas) és el baixista del grup californià Bad Religion.
Jay va créixer a Woodland Hills (Los Angeles) i va assistir a l'institut El Camino High School, on coneixeria a Greg Graffin i Brett Gurewitz, qui van preguntar a Jay si volia entrar en un nou grup que estaven creant, Bad Religion. No obstant això, Jay no tenia cap baix elèctric ni sabia tocar-lo, però va anar a una botiga, es va fer amb un i va aprendre en poc temps. Va romandre amb Bad Religion els dos primers anys de vida de la banda, des de 1979 fins a 1982. En aquest període va gravar el primer EP de la banda, autotitulat Bad Religion i el primer àlbum d'estudi de la banda, How Could Hell Be Any Worse?. Però va abandonar mentre gravaven Into the Unknown, el seu segon àlbum.
Durant els sis anys que va estar al marge de la banda, Bad Religion només va llançar el citat Into the Unknown i l'EP Back to the Known, el 1984. Ja que l'agrupació californiana va tenir una curta ruptura i va estar 4 anys sense llançar nou material, fins a 1988. En aquest parèntesi, Jay va tocar en algunes bandes de Los Angeles com Wasted Youth o T.S.O.L. Però quan el baixista original de T.S.O.L., Mike Roche, va tornar a la banda, Jay va haver de sortir i va passar fugaçment per Cathedral of Tears, una banda també amb una història musical molt fugaç.
El 1986, Jay torna a Bad Religion al costat de Pete Finestone, el bateria, i Gurewitz. Des de llavors, Jay ha estat el baixista oficial de la banda ininterrompudament, gravant un total de 13 àlbums d'estudi amb la veterana banda californiana. Viu a Bowen Island, a la Colúmbia Britànica i té dos fills amb la seva ex dona Michaela, de la qual es va divorciar en 2005.